# 石濱裕美子
石濱 裕美子（いしはま ゆみこ、1962年6月6日 - ）は、日本のチベット学者、早稲田大学教育・総合科学学術院教授。
チベット仏教世界（チベット・モンゴル・満洲）の歴史と文化を研究。
東京都大田区出身。

## 略歴
1990年早稲田大学大学院文学研究科東洋史専攻後期課程単位取得退学。早稲田大学教育学部助教授、2007年准教授、教育・総合科学学術院教授。1997年 早稲田大学文学博士。博士論文は「チベット仏教世界の歴史的研究 -菩薩王としてのチベット、モンゴル、満州王侯の事績について」。

### 家族・親族
- 岡田鴨里 - 幕末の儒者。6代前の先祖[3]

## 著書
- 『チベット仏教世界の歴史的研究』（東方書店、2001年）[4]
- 『世界を魅了するチベット仏教　少年キムからリチャード・ギアまで』（三和書籍、2010年）[5]
- 『清朝とチベット仏教　菩薩王となった乾隆帝』（早稲田大学出版部、2011年）[6]
- 『ダライ・ラマと転生　チベットの「生まれ変わり」の謎を解く』（扶桑社新書、2016年9月）ISBN 978-4594075033
- 『物語 チベットの歴史　天空の仏教国の1400年』（中公新書、2023年4月）ISBN 978-4121027481

### 博士論文・学術出版
- 『チベット仏教世界の歴史的研究 -菩薩王としてのチベット、モンゴル、満州王侯の事績について』（早稲田大学、1997年）[7]
- 『西蔵仏教宗義研究 第4巻 トゥカン『一切宗義』モンゴルの章』福田洋一共著 東洋文庫 1986年
- 『新訂 翻訳名義大集』福田洋一共著 東洋文庫 1989年
- 『チベット伝統医学の薬材研究』西脇正人・福田洋一・谷田伸治共著 藝華書院 2015年

### 共編著・監修
- 『図説 チベット歴史紀行』（永橋和雄写真、河出書房新社「ふくろうの本」、1999年）[8]
- 『チベットを知るための50章』編著（明石書店、2004年）[9]
- 『癒しの塗り絵　美しい密教の仏とマンダラ』監修（扶桑社、2006年、新版2016年）[10]
- 『聖ツォンカパ伝』福田洋一共著（大東出版社、2008年）

### 訳書
- ロサン・トンデン『現代チベット語会話 Vol.1.』ケルサン・タウワ共訳(Modern Tibetan Language、世界聖典刊行協会、1992年）ISBN 4-902464-01-2
- 『ダライ・ラマの仏教入門　心は死を超えて存続する』（The meaning of Life、光文社、1995年／光文社知恵の森文庫、2000年）[11]
- 『ダライ・ラマの密教入門　秘密の時輪タントラ灌頂を公開する』（Kalacakra Tantra, Rite of Initiation、光文社、1995年／光文社知恵の森文庫、2001年）[12]
- チベット中央政権文部省『チベットの歴史と宗教 チベット中学校歴史宗教教科書』福田洋一共訳（明石書店、2012年）[13]

## 論文
- CiNii>石濱裕美子
- INBUDS>石濱裕美子